# Tillandsia pentasticha
Tillandsia pentasticha là một loài thuộc chi Tillandsia. Đây là loài đặc hữu của México.